# Terebellides moorei
Terebellides moorei är en ringmaskart som beskrevs av Hessle 1917. Terebellides moorei ingår i släktet Terebellides och familjen Trichobranchidae. Inga underarter finns listade i Catalogue of Life.